# Dobrek Bistro
Dobrek Bistro ist eine österreichische Band aus Wien.
Im Jahr 2004 war die Band für den Amadeus Austrian Music Award in der Kategorie „Jazz/Blues/Folk-Album national“ nominiert.

## Geschichte
Das Wiener Weltmusikensemble Dobrek Bistro wurde im Jahr 2000 vom polnischen Akkordeonisten Krzysztof Dobrek und dem russischen Violinisten Aliosha Biz (* 1970 in Moskau) gegründet. Ihren ersten Auftritt hatten sie 2000 beim Wiener Akkordeonfestival. Der Name leitet sich aus dem russischen bystro (schnell) ab. Die Kompositionen stammen von Krzysztof Dobrek, gemeinsam mit Aliosha Biz fungiert er als Moderator. 2004 gründeten die beiden ein eigenes Plattenlabel dobrecords. 2007 erreichten sie beim Concerto Poll den ersten Platz in den Kategorien Bester Künstler Folk, World, Singer/Songwriter sowie Bestes Album Folk, World, Singer/Songwriter.

## Diskografie
Alben
- 2003: Bistro Live (Extraplatte)
- 2007: Dobrek Bistro
- 2013: Bistro III